# Tournefortia ulei
Tournefortia ulei là loài thực vật có hoa trong họ Mồ hôi. Loài này được Vaupel miêu tả khoa học đầu tiên năm 1914.